# До кінця часів (книга)
До кінця часів: Розум, матерія та наші пошуки сенсу в мінливому Всесвіті (англ. Until the End of Time: Mind, Matter, and Our Search for Meaning in an Evolving Universe) — науково-популярна книга американського фізика Брайана Гріна, опублікована видавництвом Alfred A. Knopf у лютому 2020 року. Автор шукає місце людини в сучасній науковій картині світу та розглядає філософські питання взаємозв'язку різних наукових понять, таких як ентропія, еволюція, фізика космосу та існування життя.

## Зміст

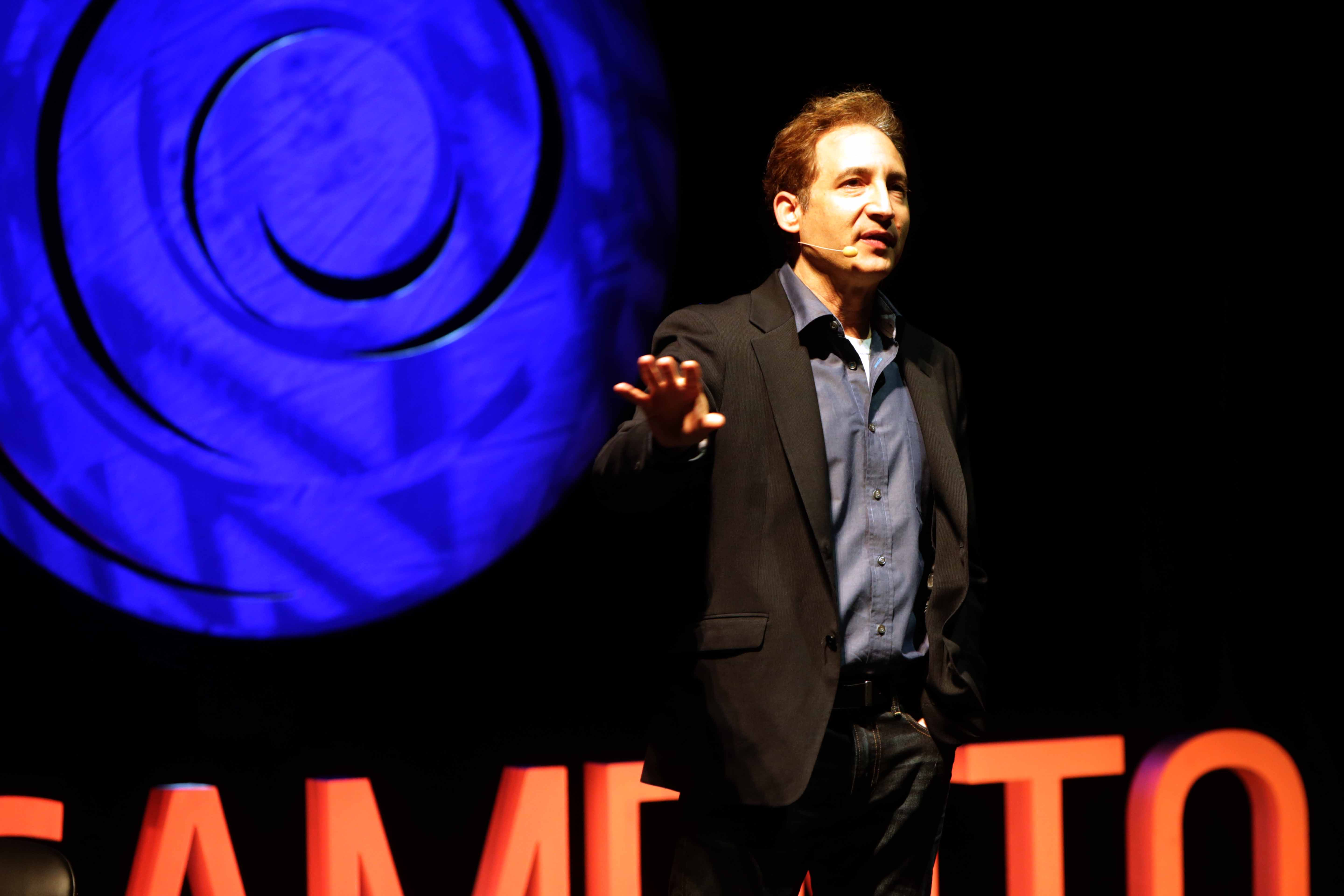
Брайан Грін на конференції в Сан-Паулу, 2014 рік

Книга складається з передмови та 11 розділів.
- Передмова. Викладено історію залучення автора до проблематики філософії науки та її зв'язку з психологією.
- Розділ 1. Протяжність вічності. У першому розділі автор розглядає концепцію вічності та вплив усвідомлення цієї концепції на психіку окремої людини. Автор розглядає когнітивний дисонанс, що виникає від усвідомлення нескінченності всесвіту та скінченності людського життя та простежує історію філософського осмислення цього явища в ученнях різних західних філософів від античності до останніх філософських учень сучасності.
- Розділ 2. Мова часу. Розглянуто роль ентропії як одного з двох основних понять філософського аналізу процесу самопізнання (другим основним поняттям автор називає еволюцію). Ентропію трактовано не просто як міру постійно зростаючого безладу, але і як фактор, що дозволяє фізичним системам розвиватися з часом.
- Розділ 3. Ентропія та початок світу. У цьому розділі наведено приклади з космології, що ілюструють роль ентропії у виникненні матерії з первинного хаосу. Зокрема, як елементарні частинки долають прагнення до безладу й організовують великі структури: атоми й молекули, що утворюють зрештою космічні тіла.
- Розділ 4. Інформація та життєздатність. Розглянуто механізм «молекулярного дарвінізму», який керує процесом еволюції неживої матерії. На думку автора, саме в результаті еволюції молекул та їхнього природного добору в ході еволюції виникають молекули, в яких можна розпізнати життя. Автор зазначає, що математичні моделі допускають процес молекулярної еволюції внаслідок конкуренції за обмежений ресурс, такий як енергія Сонця. У процесі хімічної еволюції виникає форма матерії, що має свідомість, здатна усвідомити сам факт своєї самосвідомості. Далі починаються процеси, пов'язані з когнітивними здібностями мозку.
- Розділ 5. Частинки та свідомість. Тут обговорено генезис та природу свідомості та самосвідомості. З одного боку, існує напрям, що пояснює свідомість з урахуванням дослідження біологічних функцій мозку. Автор називає такий шлях механістичним. Представники іншого напряму вважають, що свідомість не зводиться до функцій мозку, і для його пізнання потрібно змінити погляд на саму природу реальності.
- Розділ 6. Мова історії. Розділі дає еволюційне трактування виникнення та розвитку мови.
- Розділ 7. Мозок та віра. Розділ обговорює еволюційні механізми виникнення релігійної свідомості.
- Розділ 8. Інстинкт і творчий початок. Обговорено історичну роль прагнення до творчого самовираження. Автор, зокрема, викладає думку про те, що наука, мистецтво та інші форми творчості є результатом надмірної активності мозку, звільненого від необхідності витрачати всі свої ресурси на пошуки їжі та притулку.
- Розділ 9. Тривалість і недовговічність. Розглянуто питання взаємодії еволюції та ентропії в майбутньому. Автор ставить питання: чи зможе природний добір, як і раніше, визначати еволюцію людини в умовах повсюдного розвитку медицини. Порушено також питання можливого впливу генної інженерії на еволюцію людини в майбутньому.
- Розділ 10. Сутінки часу. Розглянуто питання існування та взаємодії матерії та енергії з погляду квантової механіки. Розглянуто гіпотези розвитку фізичних об'єктів на дуже великих часових інтервалах, таких, як, наприклад, руйнування чорних дір та «розпад порожнечі».
- Розділ 11. Шляхетність буття. Останній розділ обговорює роль математики в дослідженні фізичних об'єктів, а також вплив на психіку людини від усвідомлення чи неусвідомлення скінченності існування Всесвіту та можливої перспективи глобальних катастроф, здатних знищити всю біосферу Землі.

## Відгуки
Рецензент Kirkus Reviews зазначив: «Автор кількох бестселерів з сучасної фізики звертає свою увагу на космос, і читачі зустрінуться з його як завжди глибокими спостереженнями та аналізом… Прониклива історія всього, яка спрощує складну тему, наскільки це припустимо, але не далі». Рецензент Publishers Weekly прокоментував: «Допитливі читачі, які цікавляться деякими з найбільш фундаментальних питань буття та бажають витратити трохи часу та роздумів, будуть щедро винагороджені його захопливим дослідженням».

## Переклади
Книга перекладена кількома мовами:
- Польською під назвою «Do końca czasu. Umysł, materia i nasze poszukiwanie sensu w zmieniającym się Wszechświecie»[5].
- Російською під назвою «До конца времён: разум, материя и наши поиски смысла в развивающейся Вселенной», опублікована в 2021[6]
- Індонезійською під назвою «Hingga Akhir Waktu: Akal Budi, Zat, dan Pencarian Makna dalam Alam Semesta yang Berevolusi», опублікована в лютому 2022 року видавництвом Gramedia[en][7],